# 弁護士はひそかに蜜愛
弁護士はひそかに蜜愛とは、杉原那魅著のボーイズラブ小説である。イラストは汞りょう。2011年6月にリリ文庫の一冊として発行された。読者から「弁護士シリーズ」と言われている。

## 登場人物
成瀬秋貴（なるせ　あきたか）
木佐法律事務所の弁護士
木佐真咲（きさ　まさき）
木佐法律事務所の弁護士
櫻井朋（さくらい　とも）
木佐法律事務所の事務員　　
石川佳職（いしかわ　かおり）
成瀨のかつての恋人　

## 「弁護士シリーズ」の別巻
- 弁護士は一途に脆く
- 弁護士は不埒に甘く